# De boekverfilming
De boekverfilming (internationale titel: Based on the Novel) is een Nederlandse dramafilm uit 1999 onder regie van Eddy Terstall. In de film verschijnen verschillende bekende Nederlanders in een cameo: Eddy Terstall, Robert Jan Westdijk, Mike van Diem, Marc van Uchelen en Manouk van der Meulen. De film werd vertoond op het filmfestival van Hongkong.

## Verhaal
Na zijn debuutfilm, bekroond met een Gouden Kalf, baseert regisseur Lars Schumann Jr. II zijn tweede film op de roman "Op Kousevoeten" van schrijfster Iris de Koning. Samen met casting director Bob Kop, diens assistente Jennifer en de producent zoekt de jonge filmmaker naar de geschikte actrice voor de hoofdrol van de boekverfilming. Na een snelle selectie blijven drie actrices – Noor, Sofie en Julia – in de running voor de hoofdrol van joodse vrouw.
Noor, achtervolgd door een stalker, presenteert zich als een labiele vrouw die ondanks haar onzekere karakter geen moeite heeft om uit de kleren te gaan. Huilend maakt Noor zich niet populair tijdens de casting, maar in tegenstelling tot zijn crewgenoten ziet Lars beslist een joodse vrouw in de Aziatisch aandoende karateka die zich zonder verzet alles laat welgevallen. Noor neemt alle opmerkingen van Lars aan als oprechte complimenten, terwijl haar therapeut haar onzekerheid misbruikt om haar heerlijke lichaam te kunnen ervaren. Lars wil de touwtjes over Noor in handen houden door zijn verwant Boris als advocaat naar voren te schuiven, maar de vechtjas in wording wil geen aanklacht indienen tegen de vertrouwenspersoon die haar in feite enkel psychisch mag behandelen.
Sofie, getrouwd met de veeleisende Harm, onderhoudt een geheime affaire met huisgenoot André, die op zijn beurt een relatie heeft met de journaliste die het boek en de film "Op Kousevoeten" op televisie onder de aandacht brengt en een wip maakt met de agente bij wie Noor geen aanklacht van seksueel misbruik wil indienen. Sofie en André maken de afspraak dat ze elkaars vluchtige partners voor daadwerkelijke actie positief moeten keuren, waarbij de heerlijke actrice in wording buiten haar opleiding op de filmacademie ontdekt dat relaties in het echte leven mogelijk nog complexer zijn dan een filmscenario kan beschrijven.
Serveerster Julia heeft een romance met de Marokkaanse buschauffeur Mo, die enerzijds hoopt op de instemming van zijn vader, moeder en zusje en anderzijds zijn neef drastisch wil indammen. Julia last een proeftijd in waarin ze zowel haar interculterele relatie een kans wil geven als voor zichzelf wil nagaan hoe ze denkt over de perikelen waarin de liefde kan resulteren. Julia's beste vriend Oscar en beste vriendin Mina helpen haar bij het vormen van een idee over het werkelijke bestaan, maar de hoofdrol in Lars' nieuwe film vereist andere kwaliteiten.
Het casten blijft voor Lars niet bij de feitelijke auditie, maar onder het mom van "werkbesprekingen" tijdens etentjes met de actrices wil de regisseur de meisjes voortdurend uit de kleren praten. Noor, Julia en Sofie reageren ieder op hun eigen wijze op Lars' nogal persoonlijke benadering voor het selecteren van de geschikte actrice voor de vrouwelijke hoofdrol.

## Rolverdeling
| Acteur                  | Personage            |
| ----------------------- | -------------------- |
| Dirk Zeelenberg         | Lars Schumann Jr. II |
| Nadja Hüpscher          | Noor Groen           |
| Femke Lakerveld         | Sofie                |
| Alette Dirkse           | Julia                |
| Eugénie Schellen        | Iris de Koning       |
| Job Gosschalk           | Bob Kop              |
| Natasja Loturco         | Jennifer             |
| Matthijs van Heijningen | producent            |
| Fedja van Huêt          | Boris Schumann       |
| Najib Amhali            | Mo                   |
| Miloud Naanaa           | vader Mo             |
| Soraya Ibouauten        | moeder Mo            |
| Youssra Ibouauten       | zusje Mo             |
| Mohammed Azaay          | neef Mo              |
| Vik Franke              | Harm                 |
| Tim de Zwart            | Oscar                |
| Lucretia van der Vloot  | Mina                 |
| Ivor Kortenbach         | André                |
| Dieuwertje Blok         | journaliste          |
| Rifka Lodeizen          | agente               |
| Joe Hennes              | therapeut            |
| Daan Ekkel              | stalker (stem)       |